# Campbelltown (Virginia Occidental)
Campbelltown es un área no incorporada ubicada dentro del condado de Pocahontas (Virginia Occidental), Estados Unidos. Está catalogada como un asentamiento humano por la Junta de Nombres Geográficos de los Estados Unidos.
El número de identificación (ID) asignado por el Servicio Geológico de Estados Unidos es 1554057.

## Geografía
Se encuentra a una altitud de 658 metros sobre el nivel del mar (2159 pies) según el conjunto de datos de elevación nacional.